# اوا یانوا
اوا یانوا (انگلیسی: Eva Yaneva؛ زادهٔ ۳۱ ژوئیهٔ ۱۹۸۵) یک بازیکن والیبال اهل بلغارستان است.